# Algemeen Handelsblad
L'Algemeen Handelsblad est un ancien quotidien libéral néerlandais, fondé en 1828 par J.W. van den Biesen, à Amsterdam. Au temps de sa plus grande influence, lorsqu'il soutient les Boers, son rédacteur en chef est Charles Boissevain.
Son siège social, bâti au Nieuwezijds Voorburgwal 232 par Eduard Cuypers en 1903, est un monument national depuis 2002, tout comme le numéro 228 non loin, où le journal fait ses débuts, depuis 1977,. L'Algemeen Handelsblad fusionne en 1970 avec le quotidien Nieuwe Rotterdamsche Courant de Rotterdam pour former le NRC Handelsblad.